# 225º Reggimento d'assalto
Il 225º Reggimento d'assalto autonomo (in ucraino 225-й окремий штурмовий полк?, 225-j okremyj šturmovyj polk, unità militare A7400) è un'unità di fanteria d'assalto direttamente subordinata al Comando delle Forze terrestri ucraine, con base a Charkiv.

## Storia
L'unità è stata costituita l'8 marzo 2022 come 225º Battaglione di difesa territoriale (in ucraino 225-й батальйон територіальної оборони?, 225-j batal'jon terytorial'noї oborony), facente parte della 127ª Brigata. A settembre ha preso parte alla controffensiva ucraina nella regione di Charkiv. In seguito è stato trasferito nell'oblast' di Donec'k, dove è stato impiegato in combattimento durante la battaglia di Bachmut. Dopo aver difeso Bachmut per diversi mesi, a luglio 2023 è stato distaccato dalla 127ª Brigata, venendo trasferito alle Forze terrestri e riorganizzato come battaglione d'assalto.
A febbraio 2024, durante le fasi finali della battaglia di Avdiïvka, il battaglione ha difeso con successo il villaggio di Lastočkyne a ovest della città, coprendo la ritirata delle forze ucraine dalla regione fortificata insieme alla 3ª Brigata d'assalto. A partire da maggio il battaglione ha partecipato alla difesa di Časiv Jar, dove una piccola squadra di soldati del 225º Battaglione d'assalto e del 223º Battaglione di marina si sono trovati isolati nella propria posizione nei boschi a nord della città, resistendo per 70 giorni circondati dalle forze russe e riforniti grazie ai droni finché all'inizio di luglio un contrattacco della 24ª Brigata meccanizzata ha raggiunto il gruppo, permettendo ai soldati di tornare dietro le linee ucraine. Nel luglio 2024, in seguito alla legge ucraina che ha permesso ad alcune categorie di detenuti di prestare volontariamente servizio nell'esercito, il 225º Battaglione d'assalto è stata una delle unità ad integrarne un certo numero nei propri ranghi, costituendo il Battaglione "Škval". È inoltre dotato dei veicoli da combattimento tedeschi Marder 1A3.
A partire dal 6 agosto il battaglione ha partecipato all'offensiva ucraina nell'oblast' di Kursk, sfondando le prime linee difensive russe e penetrando in territorio nemico per quasi 30 km, conquistando alcuni villaggi e catturando diversi prigionieri. Nei giorni successivi ha continuato a combattere nell'area, infliggendo diverse perdite al 1434º Reggimento della 42ª Divisione fucilieri motorizzata e all'810ª Brigata fanteria di marina. Nelle settimane seguenti ha preso parte agli assalti in direzione di Korenevo insieme al 101º Battaglione della 61ª Brigata meccanizzata. A metà settembre il battaglione è penetrato oltre il confine russo a sud di Gluškovo insieme a elementi della 21ª Brigata meccanizzata e della 95ª Brigata d'assalto aereo, attaccando le retrovie della 155ª Brigata fanteria di marina e minacciando l'accerchiamento di numerose forze russe a sud del fiume Sejm. Per i successi ottenuti durante i combattimenti in territorio russo il comandante del battaglione, capitano Oleh Šyrjajev, è stato insignito del titolo di Eroe dell'Ucraina da parte del presidente ucraino Volodymyr Zelens'kyj il 30 settembre 2024. Fra ottobre e novembre il battaglione ha continuato ad operare nell'area, infliggendo numerose perdite ai reparti meccanizzati russi lungo la strada fra Sudža e Korenevo.
Nel gennaio del 2025 il battaglione è stato espanso al rango di reggimento, facendo seguito al 33º e al 425º Reggimento d'assalto, e la sua compagnia "Škval" al rango di battaglione. Alla fine di marzo elementi del reggimento hanno preso parte all'incursione ucraina nell'oblast' di Belgorod, infliggendo diverse perdite all'83º Reggimento della 69ª Divisione fucilieri motorizzata. Nella seconda metà di luglio il 225º e 425º Reggimento d'assalto ucraini sono stati impiegati in un contrattacco presso Kindrativka, nell'oblast' di Sumy, circondando parzialmente elementi della 40ª e 155ª Brigata fanteria di marina e del 30º Reggimento della 72ª Divisione fucilieri motorizzata, costringendoli a ripiegare dopo aver subito gravi perdite pari a circa tre battaglioni.
Nell'agosto 2025 il comandante in capo delle Forze armate ucraine, Oleksandr Syrs'kyj, ha annunciato la costituzione delle Truppe d'Assalto come nuovo ramo dell'esercito ucraino, al fine di creare un comando unificato per i cinque reggimenti d'assalto al momento esistenti che rispondesse direttamente al comando supremo.

## Struttura
- Comando di reggimento[25]
- 1º Battaglione d'assalto "Cigno Nero"
- 2º Battaglione d'assalto "Alliance Division"
- 3º Battaglione d'assalto
- Gruppo d'assalto "Morok"
- Battaglione fucilieri speciale "Škval"
- Battaglione sistemi senza pilota "Pentagon"
- Compagnia corazzata "Tur"
- Battaglione logistico